# Calloplax duncana
Calloplax duncana är en blötdjursart som först beskrevs av Dall 1919.  Calloplax duncana ingår i släktet Calloplax och familjen Ischnochitonidae. Inga underarter finns listade i Catalogue of Life.